# Synageles scutiger
Synageles scutiger är en spindelart som beskrevs av Prószynski 1979. Synageles scutiger ingår i släktet Synageles och familjen hoppspindlar. Inga underarter finns listade i Catalogue of Life.